# Кашеутов, Кирилл Евгеньевич
Кашеутов Кирилл Евгеньевич  (род. 24 марта 1999, Новосибирск, Россия) — российский футболист, вратарь клуба «Динамо Барнаул».

## Внешние ссылки
- [Страница Кирилла Кашеутова на официальном сайте Европейской федерации студенческого спорта (EUSA)](https://results.eusa.eu/index.php?page=person&id=55021&ln=en)
- [Интервью с Кириллом Кашеутовым на YouTube](https://www.youtube.com/watch?v=SRwNyKQOSjU)
- [Статья о Кирилле Кашеутове в новороссийском издании](https://novorossiysk.bezformata.com/listnews/kirill-kasheutov-stal-igrokom/59053768/)
- [Информация о Кирилле Кашеутове на сайте футбольного клуба «Черноморец»](http://www.fcchernomorets.ru/index.php?option=com_joomleague&func=showPlayer&p=&pid=2052&Itemid=)
- [Статья о Кирилле Кашеутове на БелПресса](https://www.belpressa.ru/sport/futbol/54996.html)
- [Профиль Кирилла Кашеутова на сайте Студенческого спорта России](https://www.studentsport.ru/sportsmans/kasheutov-kirill-evgenevich-442/)
- [Профиль игрока на сайте FCDB](http://fcdb.ru
- Transfermarkt: К. Кашеутов - Трансферы
- Transfermarkt: К. Кашеутов - Данные о выступлениях
- Euro Football: Кирилл Кашеутов
- FNL: Леон Б - Игрок 28515
- FNL: Леон А - Игрок 7038
- Sports.ru: Блог о футболе
- РФС: Новость о Кашеутове
- [https://footballfakts.ru/person/372424-kasheutovkir
- Среди чемпионов Европейского футбола — игрок из Новороссийска – Новости Новороссийска

## Биография
Кирилл Кашеутов родился 24 марта 1999 года в Новосибирске. Воспитанник СДЮШОР «Спартак» Новосибирск, затем — Академии «Сибирь». В 2015 году продолжил обучение в Академии футбольного клуба «Кубань» (Краснодар).
Окончил Кубанский государственный университет, где выступал за студенческую команду. В 2019 году в составе студенческой сборной России стал чемпионом Европы.  
В том же году вошёл в состав сборной России на летнюю Универсиаду в Неаполе.

## Клубная карьера
Профессиональную карьеру начал в молодёжной команде «Кубань». Далее выступал за «Сибирь-2» (Новосибирск), а с 2017 года — за «Черноморец» (Новороссийск). Затем играл за «Зоркий» (Красногорск), «Форте» (Таганрог), а в 2021 году уехал за рубеж: сначала в Эстонию (ФК «Ида‑Вирумаа»), затем в Испанию, где защищал цвета «Фуэнлабрада Промесас» - команды «Б», входящей в систему клуба Фуэнлабрада, выступающей в ЛаЛига2 в 2021 году и «Леганес-Б»
В 2023 году выступал в Медийной футбольной лиге за команды «ФК Матч» и «Бей Беги», после чего перешёл в клуб «Салют» Белгород (Вторая лига Серебро). В ноябре 2023 года покинул клуб.
После перешёл в СКА-Ростов. Команду «Басты» (исполнителя) Василия Вакуленко.
Летом 2024 года стал игроком «Динамо Барнаул», где был заявлен на матчи Кубка России и Второй лиги.

## Достижения
- Чемпион Европы среди студентов (2019) — в составе сборной России
- Участник Летней Универсиады 2019 года в Неаполе